# Breg pri Ribnici na Dolenjskem

Lega kraja v Atlasu okolja

Breg pri Ribnici na Dolenjskem je gručasto ravninsko naselje na severu ribniškega polja v občini Ribnica. Nahaja se ob glavni cesti Škofljica–Kočevje, na levem bregu ponikalnice Bistrice. Na severu se stika z Gričem. Vzhodno proti železnici Ljubljana–Kočevje je več novih hiš.
Tu je na apnenčastem površju veliko vrtač. V Pungartu sameva preostala stena nekdanjega gradu Willingraina, omenjenega leta 1241.